# Prosopocera pseudotchadensis
Prosopocera pseudotchadensis là một loài bọ cánh cứng trong họ Cerambycidae.